# Вейцман, Вера
Вера Вейцман (ивр. ורה ויצמן‎, урождённая Хацман, 1881, Ростов-на-Дону, Екатеринославская губерния, Российская империя — 1966, Лондон, Великобритания) — врач и деятель сионистского движения, первая леди Израиля (супруга первого президента Израиля Хаима Вейцмана).

## Биография
Вера родилась в Ростове-на-Дону, в семье Исайи и Феодосии Хацман. Получила медицинское образование в Женевском университете. В Женеве, в сионистском клубе университета познакомилась с Хаимом Вейцманом и вышла за него замуж в 1906 году, свадьба состоялась в Сопоте (в то время — территория Германской империи), после чего семья Вейцман на протяжении тридцати лет жила в Манчестере (Великобритания).
В браке у Хаима и Веры было два сына — Биньямин (1907) и Михаэль (1916). В 1913 году Вера получила медицинскую лицензию и работала врачом-педиатром.
В 1920 году Вера Вейцман выступила в качестве одного из учредителей Международной женской сионистской организации (WIZO) и в течение 40 лет занимала в ней руководящие посты. После начала второй мировой войны Вера Вейцман создала в Великобритании отделение сионистской организации «Молодёжная алия» и впоследствии возглавляла её в Израиле в качестве почётного президента.
Младший сын Веры и Хаима, Михаэль, во время Второй мировой войны служил лётчиком в британских ВВС и погиб, когда его самолёт был сбит над Бискайским заливом.
Во время войны за независимость Израиля Вера Вейцман занималась лечением и реабилитацией раненых, а после войны основала и возглавила Ассоциацию инвалидов войны за независимость. Создала два центра по реабилитации раненых — Бейт-Кей в Нагарии и Департамент реабилитации в Медицинском центре имени Хаима Шиба, а также оказывала поддержку Маген Давид Адом и десяткам благотворительных организаций. В качестве первой леди Израиля участвовала в проектировании интерьера дома Вейцмана — дома в Реховоте, где они жили с мужем, впоследствии это здание вошло в комплекс сооружений Института Вейцмана. После смерти мужа принимала активное участие в создании архива Хаима Вейцмана.

## Публикации
- The impossible takes longer: the memoirs of Vera Weizmann, wife of Israel’s first President, as told to David Tutaev. London, 1967. in Google Books